# 新沙站 (广州)
新沙站是廣州地鐵13號線的東端终点站，位於中国广东省广州市增城區新街村、石下村的地底，斜交新沙大道，2017年12月28日隨13號線首期开通而启用。

## 車站結構

### 車站樓層
本站共有兩層。地面為新沙大道，石下村、新街村；地下一層為站廳；地下二層為站台。
| 地下一层 | 站厅                       | 售票機、客服中心、商店、警务室、安检设施 |  |  |
| 地下二层 | 2 站台                     | █13号线 鱼珠方向（下站：官湖）           |  |  |
|          | 岛式站台（卫生间、母婴室） |                                          |  |  |
|          | 1 站台                     | █13号线 终点站台                         |  |  |

### 站厅

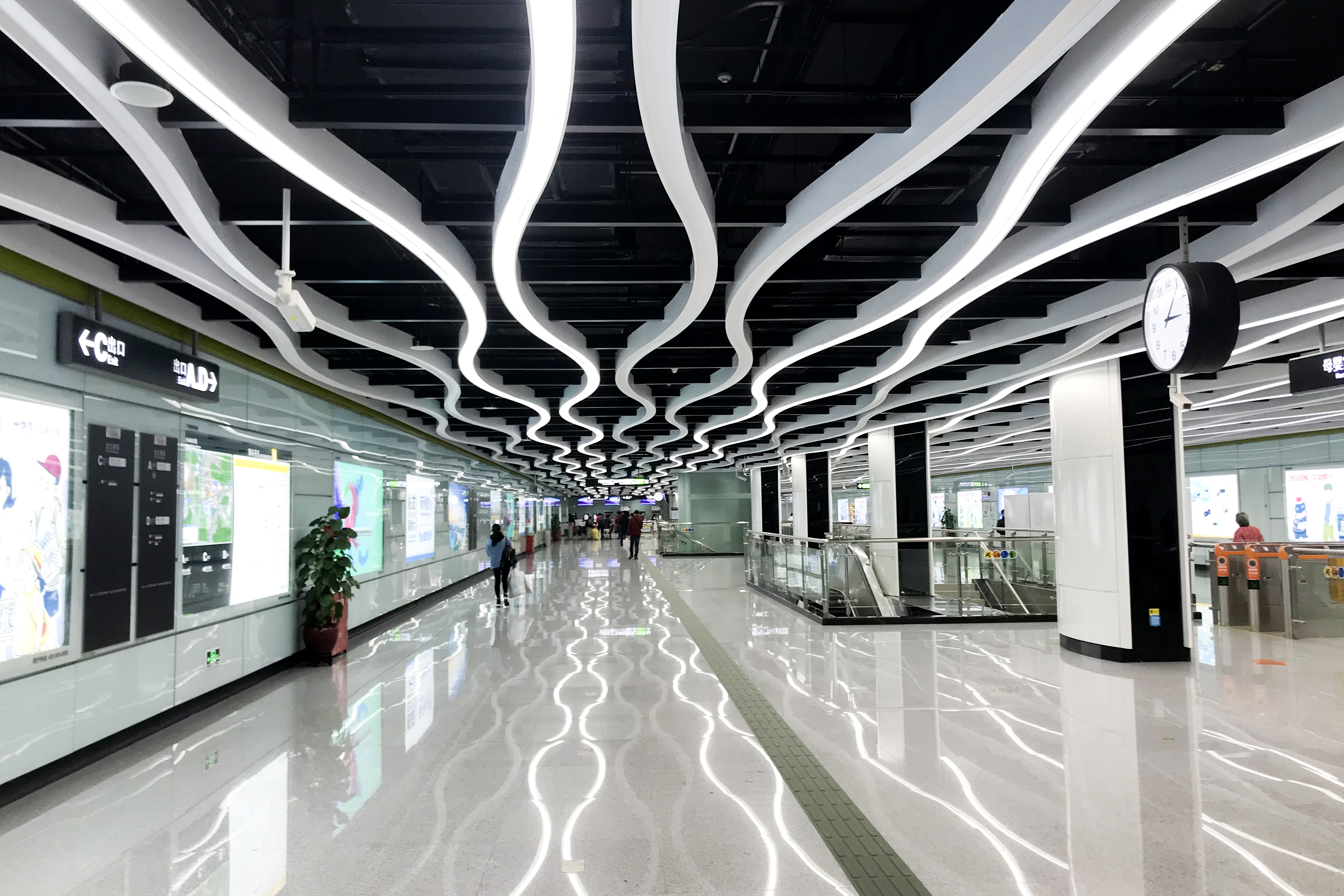
站厅

新沙站站厅設有售票機及客務中心；亦设有自动售卖机和自动售卡/充值机等自助服务设施。
为方便行人进出，站厅南侧被划分为收费区，收费区内各自设有多组扶手电梯、楼梯和一台专用电梯供乘客前往不同方向的月台。

### 月台
本站設有一個島式月台，位於新沙大道的地底。本站的卫生间以及母婴室均设于月台西端。
另外，本站月台西端設有一條單渡線，可用於站前折返。月台東端则設有一組雙存車線，目前13號線所有列車皆使用該組存車線折返。而在正線末端預留往東延伸的條件。在早晚高峰過後及晚上收車前夕，部分列車在1號月台清客後會退出服務，然後折返至2號月台開出，沿途不停站返回官湖車輛段。屆時2號月台會發出廣播提醒乘客不能上車。

1号月台全景图

### 出入口
新沙站目前设有3个出入口供乘客进出车站。
|                                           |                                                       |      |            |                                                        |
| 編號                                      | 设施                                                  | 图片 | 出口指示   | 建議前往的目的地                                       |
| A                                         | 盲道标志 · 升降机标志 · 无障碍通道标志 · 扶手电梯标志 |      | 新沙大道北 | 新沙地铁站公交车站（東北行）、石吓村公交车站（東北行） |
| C                                         | 盲道标志 · 扶手电梯标志                               |      | 新沙大道北 | 新沙地铁站公交车站（東北行）                           |
| D                                         | 扶手电梯标志                                          |      | 新沙大道北 | 新沙地铁站公交车站（西南行）、石吓村公交车站（西南行） |
| 註： 設有 \| 設有 \| 設有 \| 設有扶手電梯 |                                                       |      |            |                                                        |

## 接驳交通
| 公交 \| 编号 \| 编号 \| 线路 \| 线路 \| 线路 \| 收费 \| 备注 \| \| ---- \| ------ \| ---------------- \| ---- \| ---------------- \| ---- \| -------- \| \| \| 增城20 \| 新塘汽车客运总站 \| ⇆ \| 新沙地铁站 \| 2元 \| \| \| \| 增城22 \| 黄沙头村 \| ⇆ \| 夏埔村总站 \| 2元 \| \| \| \| 增城25 \| 陈家林 \| ⇆ \| 东江逸珑湾 \| 2元 \| \| \| \| 增城30 \| 214站 \| ⇆ \| 誉山国际五区总站 \| 2元 \| 原 万达2 \| \| \| 增城31 \| 新塘万达广场 \| ⇆ \| 香山湖总站 \| 2元 \| \| |        |                  |      |                  |      |          |
| 编号 | 编号   | 线路             | 线路 | 线路             | 收费 | 备注     |
| | 增城20 | 新塘汽车客运总站 | ⇆    | 新沙地铁站       | 2元  |          |
| | 增城22 | 黄沙头村         | ⇆    | 夏埔村总站       | 2元  |          |
| | 增城25 | 陈家林           | ⇆    | 东江逸珑湾       | 2元  |          |
| | 增城30 | 214站            | ⇆    | 誉山国际五区总站 | 2元  | 原 万达2 |
| | 增城31 | 新塘万达广场     | ⇆    | 香山湖总站       | 2元  |          |

## 历史
本站在2010年地鐵規劃方案中首次出現，為13號線的東端終點站。本站规划曾用名：象頸嶺站，在13號線首期各站初定站名公示中，本站定名復昌橋站。其後增城區新塘鎮向廣州市有關部門提出建議，把本站更名為新沙路站，理由是復昌橋知名度不高，同時車站位於新沙路兩邊。最終經廣州地鐵集團申報，廣州市民政局地名辦確定以新沙站作為車站正式名稱。
本站于2013年10月正式开工建设；2017年1月21日，本站主体结构顺利封顶。2017年12月28日，本站随13号线首期开通而启用。
2020年5月22日，受当天凌晨广州的特大暴雨影响，新沙站周边地面积水严重并倒灌进入车站，並导致13号线全线停運。本站亦隨之停運關閉，進行抽出積水和設備維修替換工作。直至6月13日，本站隨沙村至新沙段恢復運營而重開。